# Dona Lourdes
Maria de Lourdes Beserra de Souza (Ituporanga, 3 de dezembro de 1927 - Curitiba, 1º de abril de 2021), popularmente conhecida como Dona Lourdes, foi uma política brasileira. Foi vereadora na cidade de Curitiba.

## Carreira
Ingressou na política em 2004, quando já estava aposentada e em sua primeira disputa, conseguiu uma vaga na Câmara Municipal de Curitiba, após receber 6.438 votos. Tomou posse em janeiro de 2005 e foi reeleita em 2008 e 2012. Em 2010, foi candidata a deputada estadual e recebeu 15.190 votos, não sendo eleita.
Nas eleições de 2016 foi eleita para o quarto mandato consecutivo, com 7.142 votos, aos 88 anos. Neste pleito, tornou-se a pessoa com maior idade do Brasil a ser eleita ao cargo no legislativo municipal. Abandonou a política em dezembro de 2020 ao termino de seu mandato. 
Dona Lourdes se destacou por nunca ter faltado em sessões da Câmara ou mesmo chegado atrasado. Realizou trabalho social em bairros da capital paranaense, principalmente no bairro Santa Quitéria.

## Morte
No dia 30 de março de 2021, sofreu um AVC, recebendo os primeiros socorros e internação. Porém, não resistiu e morreu na madrugada de 1° de abril, sendo enterrada no Cemitério São Francisco de Paula.